# 埃爾金石雕
埃爾金石雕（英語：Elgin Marbles），另譯帕特农石雕（英語：Parthenon Marbles），是古希臘時期雕塑家菲狄亚斯及其助手創作的一組大理石雕，原藏於帕特农神庙和雅典衛城的其他建築中。
1801年第七代額爾金伯爵湯瑪斯·布魯斯从當時統治者希臘的奧斯曼帝國高門那裡獲得許可，將這些浮雕陸續從希臘運往英國。當時英國輿論對此有所爭議，而反對者中，詩人拜倫就直斥此舉形同搶劫。英國議會在一番爭辯之後，決定不追訴埃爾金的行為，而埃爾金則在1816年將這些石雕賣給了英國政府，最後藏於大英博物館。
1832年希臘獨立之後，希臘政府開始追索這些失去的石雕，多次要求英國政府物歸原主。2014年聯合國教科文組織從中協調，但最終大英博物館方面仍然拒絕歸還埃爾金石雕。

## 收购

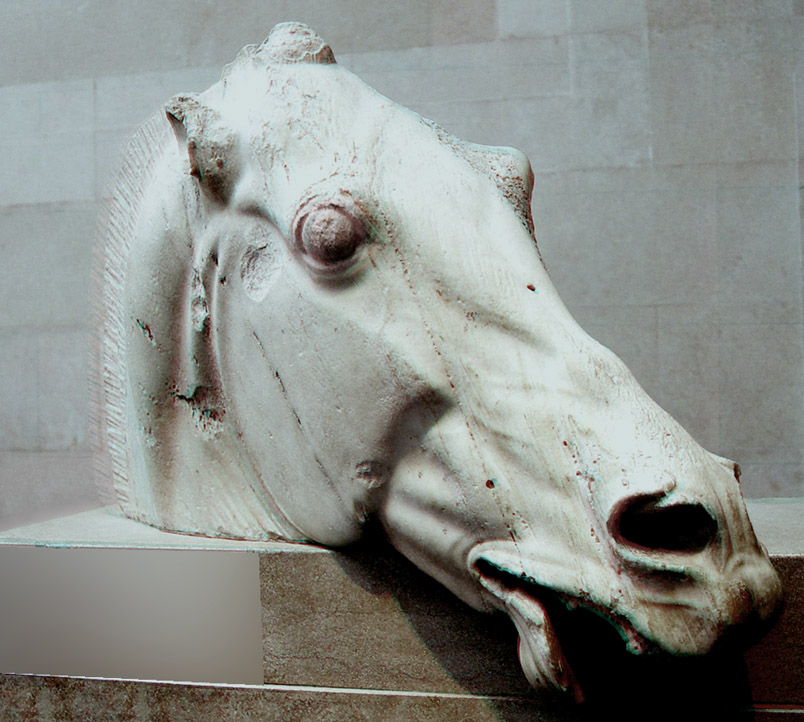
马头

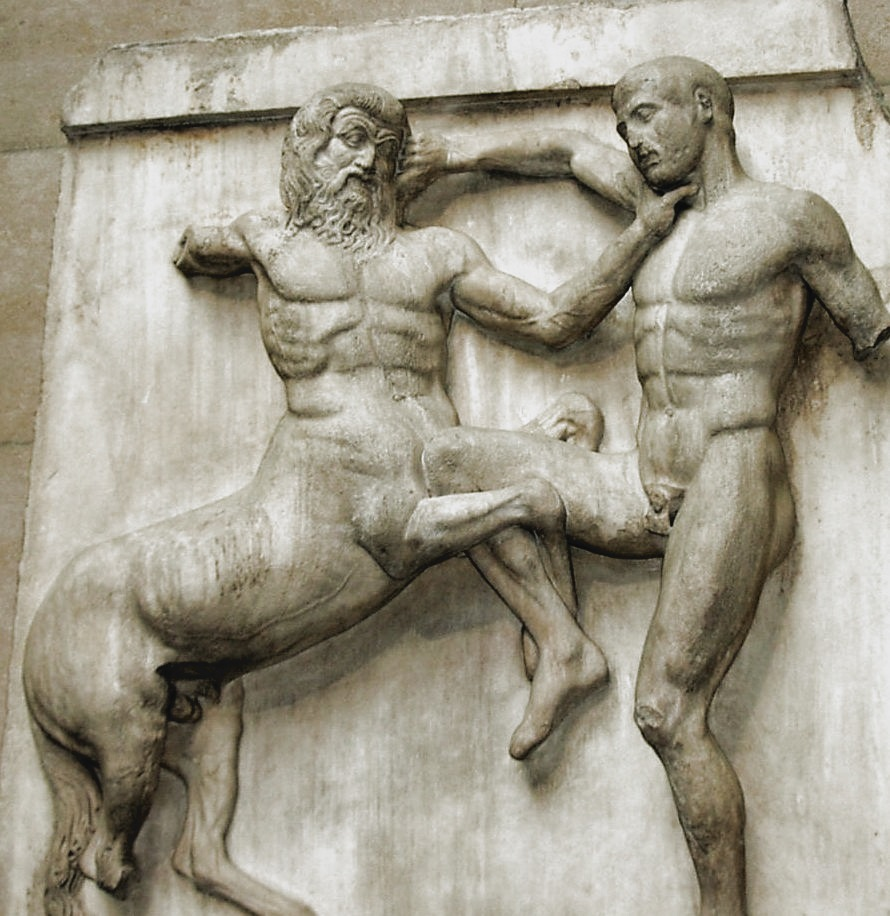
半人马和拉皮斯人打架

1798年11月，埃尔金侯爵获封英王遣土耳其苏丹大使（Ambassador Extraordinary and Minister Plenipotentiary of His Britannic Majesty to the Sublime Porte of Selim III, Sultan of Turkey），临走前他询问英国政府是否有意雇佣一些艺术家临摹帕特农神庙的雕塑，但收到了令人沮丧的回复。
于是他自己出资雇佣了乔凡尼·巴蒂斯塔·鲁西埃里在内的一批艺术家。虽然一开始他只是想临摹一些神庙里的雕塑作品，但随即发现神庙的保护状况相当糟糕，很多大理石雕被当地人拿走烧成了石灰以建造其他建筑。于是1801年埃尔金决定将帕特农神庙的雕塑搬回英国。
1812年整个搬迁项目完工，总共花去了他7万英镑。他本想用它们来装饰自己在邓弗姆林的家，但由于和妻子离婚引发个人经济危机，所以不得不把这些石雕卖掉还债。他以不足7万镑的价格将其卖给大英博物馆，拒绝了出价更高的拿破仑等人。

## 擴展閱讀
- Beard, Mary.  2nd. Profile Books. 2010. ISBN 978-1-84668-349-7.
- Fehlmann, Marc. . Apollo. June 2007: 44–51  [2018-04-15]. （原始内容存档于2012-05-06）.
- Greenfield, Jeanette.  3rd. Cambridge: Cambridge University Press. 2007. ISBN 9780521802161.
- Hitchens, Christopher. . London: Chatto and Windus. 1987. ISBN 978-0-8090-4189-3. (with essays by Robert Browning and Graham Binns)
- Jenkins, Ian. . London: British Museum Press. 1994. ISBN 9780714122007.
- Jenkins, Tiffany. . Oxford: Oxford University Press. 2016. ISBN 9780199657599.
- King, Dorothy. . London: Hutchinson. 2006. ISBN 978-0-09-180013-0.
- Queyrel, François. . Paris: Bartillat. 2008  [2018-04-15]. ISBN 978-2-84100-435-5. （原始内容存档于2008-09-29）.
- St Clair, William.  4th. Oxford: Oxford University Press. 1998. ISBN 0192880535.
- Titi, Catharine. . Springer. 2023. ISBN 978-3-031-26356-9.

## 外部連結
- 中的“Parthenon”
- Acropolis Museum （页面存档备份，存于）
- The Parthenon Frieze（页面存档备份，存于）
- The British Museum Parthenon pages （页面存档备份，存于）
- An interpretation of the meaning of the Marbles
- Location of the parts of the Parthenon around the world（页面存档备份，存于）
- Greek pupils demand return of Elgin Marbles （页面存档备份，存于） BBC